# Los Cuachalalates
Los Cuachalalates är en ort i Mexiko.   Den ligger i kommunen Huetamo och delstaten Michoacán de Ocampo, i den södra delen av landet, 210 km sydväst om huvudstaden Mexico City. Los Cuachalalates ligger 247 meter över havet och antalet invånare är 310.
Terrängen runt Los Cuachalalates är platt söderut, men norrut är den kuperad. Runt Los Cuachalalates är det ganska glesbefolkat, med 27 invånare per kvadratkilometer. Närmaste större samhälle är Huetamo de Núñez, 8,9 km norr om Los Cuachalalates. Omgivningarna runt Los Cuachalalates är en mosaik av jordbruksmark och naturlig växtlighet.